# Rayman Legends
Rayman Legends is een computerspel van Ubisoft. Het is het vervolg op Rayman Origins. Het spel kwam oorspronkelijk alleen uit op de Wii U. Op 7 februari 2013 kondigde Ubisoft aan dat het spel ook ontwikkeld wordt voor de PlayStation 3 en de Xbox 360. Omdat de uitgever een wereldwijde uitgave wilde, werd het spel uitgesteld tot 27 september 2013 en daarna vervroegd naar 29 augustus 2013. Later doken geruchten op dat het spel ook in ontwikkeling was voor Sony's handheld, de PlayStation Vita. Op 28 mei 2013 bevestigde Ubisoft het nieuws dat het spel tevens naar de PlayStation Vita komt. Het spel verscheen op 21 februari 2014 ook voor PlayStation 4 en Xbox One. Eigenaars van een eerdere versie kregen geen korting op deze versie.. Sinds november 2021 is het spel ook beschikbaar op het cloudgamingplatform Google Stadia.

## Verhaal
Rayman, Globox en de Teensies ontdekken een mysterieuze tent gevuld met schilderijen. Het blijkt dat elk schilderij een mythische wereld weergeeft. Terwijl ze naar een schilderij met een middeleeuws landschap kijken, worden ze in het schilderij gezogen en komen in een alternatieve wereld terecht. Zo gebeurt dat met elk schilderij in de tent.

## Gameplay
Qua gameplay borduurt het spel voort op het vorige deel, Rayman Origins. Dit betekent dat het opnieuw een 2D platformer is. Je kunt samen met drie andere spelers rennen, springen en slaan. Een vijfde speler kan eventueel de GamePad erbij pakken om Murfy te besturen. Dit gebeurt door middel van het aanraakscherm. Murfy kan bijvoorbeeld touwen doorsnijden, platforms verplaatsen of vuurballen tegenhouden. De PlayStation Vita-versie zal vijf exclusieve levels krijgen waarbij spelers ook aan de slag gaan met Murfy, de groene vleesvlieg.

## Definitive Edition
Definitive Edition is de Nintendo Switch-versie van Rayman Legends. Het spel is uitgebracht op 12 september 2017. In Nederland is het uitgebracht door de uitgever Ubisoft. Het is niet voor andere platformen verschenen.

## Ontvangst
| Geaggregeerde scores |                                                                                             |
| Aggregeerder         | Score                                                                                       |
| GameRankings         | (WiiU) 93,00% (X360) 88,88% (X1) 92,17% (PS3) 91,88% (PS4) 90,45% (Vita) 83,33% (pc) 90,00% |
| Metacritic           | (WiiU) 92/100 (X360) 90/100 (X1) 91/100 (PS3) 91/100 (PS4) 90/100 (Vita) 87/100 (pc) 89/100 |
| Reviews scores       |                                                                                             |
| Uitgave              | Score                                                                                       |
| Power Unlimited      | 93/100                                                                                      |
| InsideGamer          | 9+/10                                                                                       |
| Gamer.nl             | 9/10 (PS4, X1) 9/10                                                                         |
| FOK!                 | 8,5/10                                                                                      |